# RBD: La familia
RBD: La familia è un album discografico del gruppo musicale messicano RBD, pubblicato nel 2007 come colonna sonora dell'omonima sitcom.

## Tracce
1. Quiero Poder – 2:46
2. Rebelde – 3:32
3. Ensina-Me – 3:38
4. Qué Hay Detrás (Acoustic version) – 3:47
5. Así Soy Yo – 3:08
6. Qué Fue Del Amor – 3:44
7. Futuro Ex-Novio – 2:58
8. Save Me – 3:57
9. Este Corazón (Acoustic version) – 3:50
10. Una Canción (Live) – 3:41